# Carmem (telenovela)
Carmem foi uma telenovela brasileira produzida e exibida pela Rede Manchete entre 5 de outubro de 1987 e 14 de maio de 1988, às 21h30, em 191 capítulos, substituindo Corpo Santo e sendo substituída por  Olho por Olho. Baseada no conto francês Carmen (1845), de Prosper Mérimée, foi escrita por Glória Perez, sob direção de Luiz Fernando Carvalho, Nelson Nadotti e Marcos Schechtman e direção geral de José Wilker.
Conta com Lucélia Santos, José Wilker, Paulo Betti, Beatriz Segall, Neusa Borges, Paulo Gorgulho, Júlia Lemmertz e Selma Egrei nos papéis principais.

## Produção
Em 1987 Glória Perez deixou a Rede Globo após a emissora se recusar a produzir Barriga de Aluguel por considerar o tema muito polêmico para a época, fazendo com que a autora aceitasse o convite da Rede Manchete. Glória teve a ideia de adaptar o conto francês Carmen, escrito por 1845 por Prosper Mérimée, em uma adaptação contemporânea e moderna centrada no Rio de Janeiro. Para atualizar a obra, a autora trocou o pacto que a personagem-título faz com uma entidade cigana pela Pombajira e a religião afro-brasileira quimbanda. Glória também criou outros núcleos para debater temas em pauta naquele momento, como homossexualidade, o preconceito aos portadores de HIV+ e o papel das mulheres no mercado de trabalho e como chefes de família, além de incluir pela primeira vez em suas obras uma gafieira.
Por todos esses temas, Carmem passou a ser considerada pela imprensa décadas depois como uma das mais ousadas já produzidas no Brasil e que dificilmente seria aprovada na Rede Globo. Glória contou com a consultoria de dois pais-de-santo, Chico Elísio e Paulo Newton, que ajudaram a autora a não cometer nenhum deslize em relação a religião afro-brasileira.

### Escolha do elenco
José Wilker tinha acabado de protagonizar o estrondoso sucesso Roque Santeiro quando rompeu o contrato com a Rede Globo e aceitou ir para a Manchete pela oportunidade de também dirigir não apenas a novela como o departamento de teledramaturgia da Manchete. Já Lucélia Santos tinha vindo da protagonista de Sinhá Moça, alegando que aceitou ir para a Manchete na expectativa de fugir do estereótipo das mocinhas sofredoras que fez em toda sua carreira. Tal quebra de estereótipo foi enfatizada quando no capítulo 8 Lucélia apareceu em nu frontal.

## Enredo
No subúrbio carioca mora Alzira, uma mãe batalhadora que vive em conflito com sua filha Carmem, moça ambiciosa e rebelde, que é injustamente presa quando seu namorado Ciro, um contrabandista de joias, a incrimina para não ser pego. Revoltada, ela procura um terreiro de quimbanda para se vingar e faz um pacto com a entidade Pombajira, que lhe promete o poder de conquistar qualquer homem com uma condição: nunca se apaixonar. Carmem passa a seduzir milionários para ficar rica e brinca com os sentimentos de todos ao redor, inclusive José, apaixonado por ela desde adolescente, atrapalhando o casamento dele com Micaela, além de arruinar a vida de Ciro, que se tornou executivo nas Empresas Junot e esconde seu passado. A medida que a história avança Carmem se apaixona pelo honesto Camilo, tendo que enfrentar a fúria da entidade, que começa a tirar todas suas conquistas pela quebra do pacto.
Na mansão dos Junot, César trata com frieza sua submissa esposa Virgínia e tem como amante Paula, embora a chegada da cunhada Nina deixe um clima tenso, já que no passado eles tiveram um caso. Seu pai Jean-Pierre esconde de todos ser gay, enquanto a filha de Cesar, Duda, é impedida de namorar o pobretão Jano e acaba nas garras de Ciro. No bairro da Saúde moram os irmãos Pilar, Ary e Semíramis – a primeira é uma solteirona mal-humorada, o segundo um viúvo que tenta manter as filhas adolescente Manu e Cissa no cabresto, enquanto a última é a mãe superprotetora de Jano, que o trata como criança, e sempre acreditou que o marido Pimentel morreu. Quando descobre que ele está vivo e envolvido com jovens mulheres, Semíramis decide aproveitar a vida aos 50, a medida que ele tenta comicamente voltar para casa.
No bairro também mora Rosimar, que contrai HIV+ ao fazer uma transfusão de sangue irregular após um acidente, passando a ser hostilizada pelos vizinhos e até o próprio marido Costa. Ainda as confusões criadas por Verônica Villar, uma cantora da noite que tenta há anos fazer sucesso, e as disputas de dança na gafieira de Deusa.

## Reprise
Foi reprisada nas tardes da emissora entre 19 de março e 7 de junho de 1990, de forma compacta em 70 capítulos, de segunda a sábado às 13h.

## Elenco
| Ator                      | Personagem                               |
| ------------------------- | ---------------------------------------- |
| Lucélia Santos            | Carmem Garcia                            |
| José Wilker               | Camilo Gouvêia                           |
| Paulo Betti               | Ciro Galvão                              |
| Paulo Gorgulho            | Cabo José Camargo                        |
| Neusa Borges              | Pombajira                                |
| Beatriz Segall            | Alzira Garcia                            |
| Júlia Lemmertz            | Micaela Camargo                          |
| Odilon Wagner             | César Junot                              |
| Juliana Carneiro da Cunha | Virgínia de Sá Junot                     |
| Selma Egrei               | Nina de Sá                               |
| Maurice Vaneau            | Dr. Jean-Pierre Junot                    |
| Darlene Glória            | Verônica Villar / Esther                 |
| Theresa Amayo             | Rosimar Costa                            |
| Luís de Lima              | Corinto Costa (Costa)                    |
| Sônia Clara               | Paula Laport                             |
| José Dumont               | Aluísio                                  |
| Dedina Bernardelli        | Eduarda de Sá Junot (Duda)               |
| Nélia Paula               | Semíramis Magalhães Pimentel (Dona Semi) |
| Luís Carlos Arutin        | Pedro Pimentel (Pimentel)                |
| Hélio Ary                 | Ary Magalhães Monteiro                   |
| Rosita Thomaz Lopes       | Madame Edwiges Klotz                     |
| Liana Duval               | Isaltina Camargo                         |
| Ivan de Almeida           | Delegado Aristides Almeida               |
| Cidinha Milan             | Pilar Magalhães                          |
| Guilherme Karan           | Trajano Paulo Magalhães Pimentel (Jano)  |
| Tania Nardini             | July Costa                               |
| Bia Sion                  | Creuza Camargo                           |
| Mário Cardoso             | Maurício Ribeiro (Ribeiro)               |
| Camilo Bevilacqua         | Hélio                                    |
| Carmem Figueira           | Deusa                                    |
| Elisa Fernandes           | Germana                                  |
| Rosimar de Mello          | Mocinha                                  |
| Vicente Barcellos         | Caíque                                   |
| Carla Tausz               | Tereza (Terezinha)                       |
| Xala Felippi              | Cecília Magalhães Monteiro (Cissa)       |
| Lizandra Souto            | Manuela Magalhães Monteiro (Manu)        |

### Participações especiais
| Ator              | Personagem              |
| ----------------- | ----------------------- |
| Roberto Bonfim    | Júlio                   |
| Bruno Giordano    | Ivo Monteiro            |
| Humberto Martins  | Repórter amigo de Paula |
| Miriam Pires      | Regina Villar           |
| Fátima Freire     | Patrícia                |
| Hélio Souto       | Senador Bastos          |
| Chica Xavier      | Mãe de santo            |
| Nildo Parente     | Dr. Geraldo Saboya      |
| Cláudio Mamberti  | Promotor                |
| Clemente Viscaíno | Dr. Araújo              |
| Clarisse Derziê   | Priscila Bastos         |
| Leonardo José     | Dr. Brandão             |
| Ivan Senna        | Dr. Armando             |
| Rebeca Buenosilva | Miriam                  |
| Niffer Cortez     | Cigana                  |
| Odete Barros      | Cartomante              |